# Parafia Najświętszej Maryi Panny Królowej Polski w Ostrowie
Parafia pw. Najświętszej Maryi Panny Królowej Polski w Ostrowie – parafia rzymskokatolicka znajdująca się w diecezji tarnowskiej w dekanacie Pustków-Osiedle. Erygowana w XX wieku. Mieści się pod numerem 95. Prowadzą ją księża diecezjalni.